# Amália Rodrigues
Amália da Piedade Rebordão Rodrigues, IPA: [ɐˈmaliɐ ʁuˈðɾiɣɨʃ] (Lisbona, 23 luglio 1920 – Lisbona, 6 ottobre 1999), è stata una cantante e attrice portoghese.
È considerata la miglior esponente del genere canoro noto come fado e, a livello internazionale, riconosciuta come la voce del Portogallo, attiva per sessant'anni. La sua salma è stata inumata nel Pantheon nazionale tra altre personalità che hanno dato lustro al suo Paese.

## Biografia
Nasce in una famiglia numerosa di poveri immigrati dalla regione della Beira Baixa nel quartiere operaio di Alcântara, in un imprecisato giorno del 1920, nella "stagione delle ciliegie". Il suo stato civile infatti riporta come data di nascita il 23 luglio, ma la cantante festeggiò sempre il compleanno il 1º luglio. Fu allevata dai nonni materni e frequentò solo tre anni di scuola elementare, iniziando presto a lavorare come venditrice di arance, poi in una pasticceria di Lisbona. Intanto cantava da sola, sognando malinconicamente le storie che riusciva a vedere al cinema e modificando e rielaborando testi e musiche secondo la propria sensibilità.
Poco a poco si fa notare per la sua voce in piccole manifestazioni locali alle quali prende parte facendosi chiamare col cognome della madre, Rebordão. A diciannove anni, con la complicità di una zia, riesce a farsi ascoltare dal proprietario di un famoso locale di Lisbona, cominciando una carriera che la porta quasi subito a livelli altissimi di notorietà (e di cachet). Sposa immediatamente, contro il parere dei familiari, Francisco Cruz, un operaio che si diletta con la chitarra e dal quale si separerà tre anni dopo (si risposò quindici anni dopo e per tutta la vita, con l'ingegnere brasiliano César Séabra che morì qualche anno prima di lei) e diventa famosa come Amália Rodrigues, a Alma do Fado (Amália Rodrigues, l'anima del Fado). In un anno è già pagata venti volte più dei maggiori artisti del momento ed è vedette del teatro di rivista e del cinema, ma per i primi sei anni della carriera non incide neanche un disco, per l'opposizione del suo agente, che lo ritiene controproducente.
Nel 1944 ottiene un importante ruolo, accanto a Hermínia Silva, nell'operetta Rosa Cantadeira, dove interpreta il Fado do Ciúme (Fado della gelosia), di Federico Valério. Pur avendo inciso i suoi primi dischi a 78 giri solo nel 1945, gode già di una certa notorietà anche all'estero (Spagna, Italia, Brasile, Stati Uniti), successivamente nel 1955 il film Gli amanti del Tago, di Henri Verneuil, le apre le porte del mitico Olympia di Parigi, dove ottiene un trionfo che la consacra diva di prima grandezza. La sua popolarità è già immensa quando, nel 1960, si risposa e pensa di lasciare le scene. Dopo due anni, tuttavia, è di ritorno con un repertorio nuovo, creato su misura dal geniale musicista franco-portoghese Alain Oulman, che mette in musica i testi dei migliori poeti portoghesi.
Questa nuova fase la impone all'attenzione della critica e la consacra fra le grandi artiste di tutti i tempi. Al suo repertorio originario, composto quasi unicamente di fado, aggiunge presto le canzoni popolari e folcloristiche. Nel 1965 partecipa come ospite fisso, cantando i suoi fado al varietà musicale Chitarra amore mio, trasmesso sul Secondo Programma RAI in otto puntate, conquistando così l'affetto del pubblico televisivo italiano. La sua carriera dura più di cinquanta anni, con centinaia di concerti in tutto il mondo e almeno 170 LP pubblicati. Il pubblico era ammaliato dalla sua voce e dall'espressività delle sue interpretazioni al punto da non aver bisogno di capire il portoghese per captarne il messaggio. Innumerevoli sono le persone che si accostarono grazie a lei alla lingua ed alla cultura portoghesi.
A metà degli anni settanta, la "Rivoluzione dei garofani" la prende a bersaglio e la discrimina duramente per esser stata, pur senza colpa, un simbolo del Portogallo di Salazar. Amália, praticamente esiliata, intensifica le tournée all'estero fino al momento in cui scopre di essere affetta da un tumore. Pur riabilitata, dopo dieci anni dal nuovo governo socialista, deve rassegnarsi a lasciare il palcoscenico e a vivere i suoi ultimi anni in ritiro nella sua celebre casa di Rua São Bento, a Lisbona, dove morirà la mattina del 6 ottobre 1999. Alla sua morte vengono proclamati tre giorni di lutto nazionale e i funerali vedono la commossa partecipazione di decine di migliaia di persone. Attualmente la sua salma riposa fra i grandi portoghesi di tutti i tempi nel Pantheon di Lisbona.

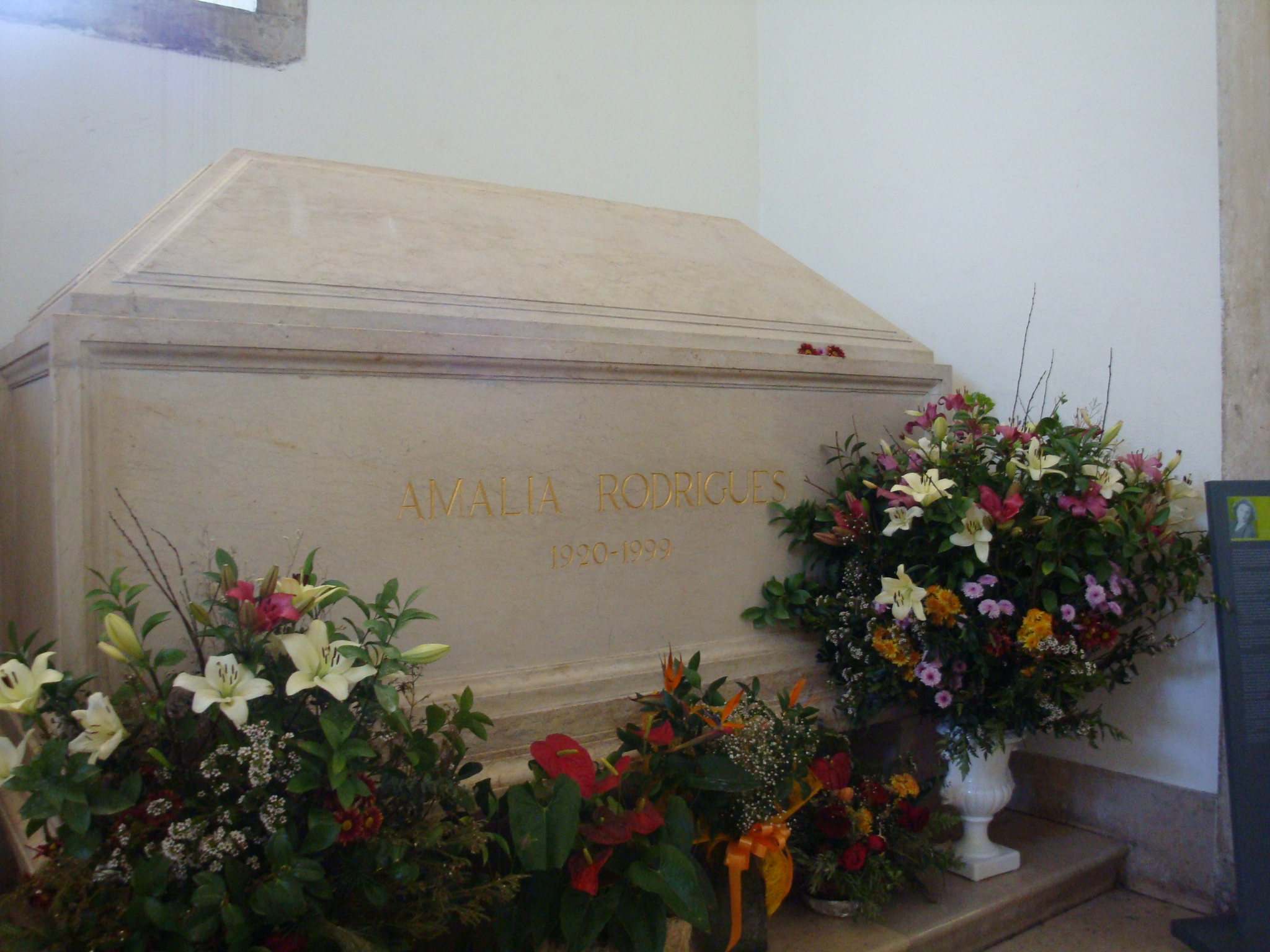
Tomba di Amália nel Pantheon di Lisbona

Amália Rodrigues sarà per sempre conosciuta come la "Regina del fado". La sua inconfondibile voce si evolverà gradualmente dall'agile timbro cristallino della giovinezza, attraverso il recupero del colore speciale dei suoi suoni gravi, fino al timbro rugginoso, lacerato dalla tarda età, inconfondibilmente "suo" e incrinato da una ferita mai rimarginata: la malattia del vivere. Un suono remoto, metafisico, declinato dagli accordi della chitarra che scivola su melodie intrise di nostalgia: Tudo isto è fado, come titola una delle sue canzoni-manifesto: cioè tutto questo è fado. Un modo di vivere, l'espressione più autentica dello spirito lusitano.
Il suo testamento spirituale è contenuto nelle parole della canzone Cansaço, ma ancor più nei testi che lei stessa aveva composto, fin dai primissimi anni: emblematica la sua Estranha Forma de Vida, ma imperdibili anche Ai, esta pena de mim, Ai, as gentes; ai, a vida!, Grito e soprattutto Lágrima, ormai divenuta un classico. Non lascia eredi alla sua corona, sebbene tutte le cantanti degli ultimi decenni l'abbiano imitata e benché si tenti con monotona regolarità di attribuire a questa o a quella nuova voce l'etichetta di "erede di Amália". Nel 1929 lo scrittore portoghese Fernando Pessoa scriveva:
Amália diceva invece, più semplicemente, che il fado "è destino" (dal termine latino fatum, fato). Da qui il fatalismo, la melanconia e la saudade – una forma sublimata di nostalgia che fa emergere un sentimento "cosmico". La radice ancestrale di questo sentimento Amália lo descriveva così: "Non sono io che canto il fado, è il fado che canta me". Oltre al fado, Amália ha prestato la sua voce anche alla musica italiana, interpretando brani moderni e canzoni italiane come ad esempio La tramontana di Gianni Pettenati, musica popolare come La bella Gigogin, inno del Risorgimento italiano, brani siciliani come Vitti 'na crozza e Ciuri ciuri, napoletani come La tarantella; queste e altre interpretazioni furono raccolte in due album incisi in Italia. Nel 1995 canta due splendidi duetti con Roberto Murolo, Dicitincello vuje e Anema e core. Nel 2001 il regista spagnolo Pedro Almodóvar apre la sceneggiatura del film Parla con lei (Hable con ella) con una citazione di Amália:
Nel 2018 il cantante italiano Marco Mengoni scrive il testo Amalia Fado, dedica inserita nell'album Atlantico. Per raccontare di questo personaggio così importante, nel brano s'inserisce la voce di Vanessa da Mata, che Marco Mengoni ha incontrato proprio a Lisbona, e che insieme ai Selton restituisce tutte le vibrazioni e le sonorità tipiche della musica brasiliana e portoghese.

## Rivisitazioni
Cahiers du cinéma di settembre 2023 ripropone, attraverso un'immagine di Amalia Rodrigues colta sul set  ad opera del capo proiezionista e fotografo Augusto Cabrita, il film del 1965 Les Îles enchantées (As Ilhas Encantadas), che ha come protagonista la stessa cantante portoghese affiancata da Pierre Clementi e dove troviamo, nelle vesti di un marinaio, l'ex pugile Belarmino Fragoso. Il film, ispirato a una novella di Herman Melville, è stato valutato di grande eleganza formale ed è stato scritto che la critica ne ha sottolineato la messa in scena minuziosa e il lavoro superbo sulla luce e sui colori. In quanto al Fado, è continuamente rivisitato e reinterpretato, come nel caso di Cristina Branco e di altre cantanti portoghesi del XXI secolo. Amalia Rodrigues, alias Ana Maria, interpreta sé stessa, in Fado, História de uma Cantadeira di Perdigão Queiroga nel 1947. Augusto M. Seabra nel 1988, in Portogallo "Cinema Novo" e oltre..., lo valuta «un intrigo convenzionale e melodrammatico  di poco interesse». Lo stesso critico considera Perdigao Queiroga tra i registi del genere romantico-musicale che si afferma all'inizio degli anni Cinquanta realizzando nel 1952 Madragoa, la cui vedette è Deolinda Rodrigues Veloso, un nome allora molto popolare nel fado. Con il film di Augusto Fraga Sangue toureiro, del 1958, abbiamo ancora in primo piano il fado, nell'interpretazione di Amalia Rodrigues, per una storia che abbatte i confini tra le classi sociali attraverso l'amore, a lieto fine, tra una fadista, il cui successo viene ad essere internazionale, e il rampollo di una ricca famiglia di allevatori e proprietari terrieri, il quale intende sfidare la sorte scegliendo di fare il torero.
Nel 1947 il film musicale incentrato sul fado, Capas Negras, il cui titolo si riferisce ai mantelli neri indossati dagli studenti dell'Università di Coimbra, rappresentò un enorme successo di pubblico nonostante il movimento dei Cine Club fosse già iniziato in Portogallo a partire dal dopoguerra e considerasse il regista Armando de Miranda, come scrive João Bérnard Da Costa nel 1988, superato da una nuova generazione di cineasti, unitamente a Augusto Fraga, Constantino Esteves, Henrique Campos o Perdigão Queiroga. «Ma fuori di questi cenacoli (...) il cinema portoghese (...) si trovava ancora in alto mare. Capas Negras (Mantelli neri,  1947), Fado (1948), grazie più ad Amália Rodrigues che ad Armando de Miranda o a Perdigão Queiroga, battevano primati d'incasso e di permanenza in cartellone». In Capas Negras troviamo, affiancato ad Amália, il fadista Alberto Ribeiro.
Nel 1968 Amália Rodrigues è protagonista dell'opera A Sapateira Prodigiosa di Federico García Lorca, che aveva avuto il suo debutto teatrale a Madrid nel 1930 e la consacrazione a Buenos Aires, con  Lola Membrives. L'opera teatrale è trasmessa in due parti l'11 giugno 1968 alla Radiotelevisão Portuguesa ed è archiviata nel web.

## Discografia

### Singoli - 78 RPM
- 1945 - As penas
- 1945 - Perseguição
- 1945 - A tendinha
- 1945 - Sei finalmente
- 1945 - Fado do ciume
- 1945 - Ojos verdes
- 1945 - Corria atrás das cantigas (Mouraria)
- 1945 - Carmencita
- 1945 - Los piconeros
- 1945 - Passei por você
- 1945 - Troca de olhares
- 1945 - Duas luzes
- 1945 - Ai, Mouraria
- 1945 - Sardinheiras
- 1945 - Maria da Cruz
- 1945 - Só à noitinha (saudades de ti)
- 1951/52 - Fado do ciúme
- 1951/52 - Fado malhoa
- 1951/52 - Não sei porque te foste embora
- 1951/52 - Amalia
- 1951/52 - Ai, Mouraria
- 1951/52 - Que Deus me perdoe
- 1951/52 - Sabe-se lá
- 1951/52 - Confesso
- 1951/52 - Fado da saudade
- 1951/52 - Dá-me um beijo
- 1951/52 - Fado marujo
- 1951/52 - Fado das tamanquinhas
- 1951/52 - Ave-Maria fadista
- 1951/52 - Fria claridade
- 1951/52 - Fado da Adiça
- 1951/52 - Minha canção è saudade
- 1951/52 - La porque tens cinco pedras
- 1951/52 - Quando os outros batem
- 1953 - Novo Fado da Severa
- 1953 - Uma Casa Portuguesa
- 1954 - Primavera
- 1955 - Tudo isto è fado
- 1956 - Foi Deus
- 1957 - Amália no Olympia

### EP
- 1958 - Alfama
- 1962 - Amália
- 1963 - Povo que lavas no rio
- 1964 - Estranha forma de vida
- 1965 - Amália canta Luís de Camões
- 1966 - Fado do Ciúme
- 1967 - Amália Canta Portugal I
- 1969 - Formiga Bossa Nossa
- 1971 - Oiça lá, ó Senhor Vinho
- 1972 - Cheira a Lisboa

### LP
- 1957 - Amália no Olympia
- 1962 - Busto
- 1965 - Fado Português
- 1967 - Fados 67
- 1969 - Marchas de Lisboa
- 1969 - Vou dar de beber à dor
- 1970 - Amália/Vinicius
- 1970 - Com que voz
- 1970 - Amália Rodrigues in Concert
- 1971 - Amália Canta Portugal II
- 1971 - Oiça Lá Ó Senhor Vinho
- 1971 - Amália no Japão
- 1971 - Cantigas de amigos
- 1972 - Amália Canta Portugal III
- 1972 - Amália em Paris
- 1973 - A una terra che amo
- 1974 - Amalia in Italia
- 1974 - Amália no Café Luso
- 1976 - Amália no Canecão
- 1976 - Cantigas da boa gente
- 1977 - Fandangueiro
- 1971 - Anda o Sol na Minha Rua
- 1977 - Cantigas numa Língua Antiga
- 1980 - Gostava de Ser Quem Era
- 1982 - Amália Fado
- 1983 - Lágrima
- 1984 - Amália na Broadway
- 1985 - O Melhor de Amália - Estranha forma de vida
- 1985 - O Melhor de Amália, vol. 2 - Tudo isto è fado
- 1990 - Obsessão
- 1992 - Abbey Road 1952
- 1997 - Segredo
- 2012 - Il Recital di Maria Carta e Amalia Rodriguez con Maria CartaRecital di Maria Carta e Amália Rodrigues - I lunedì del Sistina (20 novembre 1972) di Maria Carta & Amália Rodrigues su Apple Music (album dal vivo) Registrazione del concerto svoltosi al Teatro Sistina di Roma il 20 novembre 1972.

## Filmografia
- 1947 - Capas Negras (Mantelli neri) di Armando de Miranda
- 1948 - Fado, História de uma Cantadeira di Perdigão Queiroga
- 1949 - Vendaval Maravilhoso (La tempesta meravigliosa) di José Leitão de Barros
- 1955 - Gli amanti del Tago (Les amants du Tage) di Henri Verneuil
- 1958 - Sangue Toureiro di Augusto Fraga
- 1965 - As Ilhas Encantadas (Les Îles enchantées), di Carlos Vilardebó